# Stadion RCOR-BGU w Mińsku
Stadion RCOR-BGU – stadion piłkarski w Mińsku, stolicy Białorusi. Obiekt może pomieścić 1600 widzów. Swoje spotkania rozgrywają na nim piłkarze klubu Eniergietyk-BDU Mińsk.